# Sternoptyx pseudodiaphana
Sternoptyx pseudodiaphana és una espècie de peix pertanyent a la família dels esternoptíquids.

## Descripció
- Fa 6 cm de llargària màxima.[5][6]

## Hàbitat
És un peix marí i batipelàgic, que viu entre 0 i 1.500 m de fondària.

## Distribució geogràfica
Es troba a les aigües oceàniques de clima subtropical i temperat de l'hemisferi sud. N'hi ha una població també a l'Atlàntic nord-oriental tropical.

## Costums
No fa migracions verticals diàries.

## Observacions
És inofensiu per als humans.